# Ranoidea chloris
Ranoidea chloris là một loài ếch thuộc họ Pelodryadidae. Nó là loài đặc hữu của Úc, nó phân bố từ bắc Sydney đến Proserpine ở bắc trung bộ Queensland.
Các môi trường sống tự nhiên của chúng là các khu rừng mưa và rừng cây gỗ, rừng ẩm sclerophyll. Con đực kêu to và thời gian sinh sản diễn ra chủ yếu là sau cơn mưa.
Loài ếch cây mắt đỏ có màu xanh lá cây tươi sáng đồng đều ở trên, đôi khi với những đốm vàng, và màu vàng sáng ở mặt dưới. Mặt trước của cánh tay và chân có màu xanh, trong khi phía dưới có màu vàng hoặc trắng. Đùi có thể là màu xanh lục/tím đến màu xanh lục/ ở con trưởng thành. Nó có đôi mắt vàng ở giữa, thay đổi thành màu đỏ đối với các cạnh của mắt. Cường độ của màu mắt thay đổi giữa các cá thể. Con ếch trưởng thành đạt đến chiều dài 65 mm.
Nòng nọc nói chung là màu xám hoặc nâu, và có thể có sắc tố vàng dọc hai bên. Một loài tương tự, con ếch đùi da cam (Litoria xantheroma) được tìm thấy phía bắc của Proserpine và có màu da cam ở mặt sau của bắp đùi.